# Direitos LGBT na Guiné Equatorial
Pessoas lésbicas, gays, bissexuais e transgéneras enfrentam desafios legais não experienciados por habitantes não-LGBT. A atividade sexual entre ambos homens e mulheres é legal na Guiné Equatorial, no entanto pessoas LGBT enfrentam estigmatização e casais do mesmo sexo não são ilegíveis para as mesmas proteções legais que casais do sexo oposto.

## Leis relativas à atividade sexual entre pessoas do mesmo sexo
Mesmo que não haja leis contra a homossexualidade na Guiné Equatorial, a ILGA reportou que "há evidência que a discriminação de diversidade sexual ainda persiste". O código criminal na Guiné Equatorial é uma revisão do Código Criminal Espanhol que é proveniente da Era Franquista e essas leis ajudaram a propagar pensamentos e crenças homofóbicas e preconceituosas que ainda estão muito presentes na sociedade guinéu-equatoriana, atualmente. A idade de consentimento é de 18 anos, independentemente do género e/ou orientação sexual.

## Reconhecimento de relacionamentos entre pessoas do mesmo sexo
Casais do mesmo sexo não têm reconhecimento legal.

## Proteções contra discriminação
Não existe nenhuma proteção contra a discriminação baseada na orientação sexual e identidade de género.

## Condições de vida
O Relatório de Direitos Humanos do Departamento dos Estados Unidos de 2010 revelou que "não existem leis criminalizando a orientação sexual; no entanto, estigmatização social e discriminação tradicional contra homens gays e mulheres lésbicas era forte, e o governo fez um pouco de esforço para combater isso.

## Tabela de resumo
| Atividade sexual entre pessoas do mesmo sexo é legal        | </img> (Sempre legal) |
| Idade igual de consentimento (18)                           | </img> (Desde 1931)   |
| Leis antidiscriminação no discurso de ódio e na violência   | </img>                |
| Leis antidiscriminação no emprego                           | </img>                |
| Leis antidiscriminação no fornecimento de bens e serviços   | </img>                |
| Casamento entre pessoas do mesmo sexo                       | </img>                |
| Reconhecimento de casais do mesmo sexo                      | </img>                |
| Adoção de enteados por casais do mesmo sexo                 | </img>                |
| Adoção conjunta por casais do mesmo sexo                    | </img>                |
| Gays e lésbicas podem servir abertamente nas forças armadas | </img>                |
| Direito de mudar de gênero legal                            | </img>                |
| Acesso à fertilização in vitro para lésbicas                | </img>                |
| Barriga de aluguel comercial para casais gays               | </img>                |
| HSH autorizados a doar sangue                               | </img>                |